# المعالم التاريخية في نارا القديمة
تضم المعالم التاريخية لمدينة نارا القديمة المدرجة ضمن مواقع التراث العالمي لليونسكو ثمانية أماكن في العاصمة القديمة نارا بمحافظة نارا باليابان. وخمسة معابد بوذية، وضريح واحد هو ضريح جينجا، وقصر واحد وغابة بدائية. تشمل الأماكن 26 مبنى صنفتها الحكومة اليابانية ككنوز وطنية بالإضافة إلى 53 مبنى تم تحديدها كممتلكات ثقافية مهمة. تم التعرف على جميع المعالم كمواقع تاريخية. تم تعيين موقع قصر نارا كموقع تاريخي خاص وغابة كاسوغاياما البدائية كنصب طبيعي خاص. تتداخل "توداي-جي" و"كوفوكو-جي" وغابة كاسوغاياما البدائية مع حديقة نارا، وهي حديقة صنفتها وزارة التعليم والثقافة والرياضة والعلوم والتكنولوجيا كأحد "أماكن الجمال الطبيعي". أدرجت اليونسكو الموقع في قائمة التراث العالمي في سنة 1998.

## قائمة المواقع
يسرد الجدول معلومات حول كل من الخصائص الثمانية المدرجة في قائمة مواقع التراث العالمي للآثار التاريخية في نارا القديمة:
الاسم: باللغتين العربية واليابانية
النوع: الغرض من الموقع. تضم القائمة خمسة معابد بوذية ("-جي") وضريح شنتو واحد ("جينجا") وقصرًا واحدًا وغابة بدائية واحدة.
الفترة: الفترة الزمنية ذات الأهمية، وعادة ما تكون في البناء
الموقع: موقع المعلمة التاريخية والإحداثيات الجغرافية
الوصف: وصف موجز للموقع
| اسم                                     | صورة                                  | نوع                  | حقبة                 | الموقع                                                   | وصف |
| --------------------------------------- | ------------------------------------- | -------------------- | -------------------- | -------------------------------------------------------- | --- |
| توداي-جي (東大寺)                       | Daibutsuden (大仏殿)                  | معبد بوذي            | القرن 8 - فترة نارا  | 34°41′21″N 135°50′23″E / 34.68917°N 135.83972°E          | مجمع معبد بوذي كان في يوم من الأيام أحد المعابد السبعة العظيمة القوية، يضم توداي-جي دايبوتسودن (大仏殿، قاعة بوذا الكبرى) أكبر تمثال برونزي في العالم لبوذا، فايروكانا، المعروف باللغة اليابانية باسم دايبوتسو (大仏). تم بناء دايبوتسودن الحالي في عام 1709، وكان أكبر مبنى خشبي في العالم حتى عام 1998.                                                                                                 |
| كوفوكو-جي (興福寺)                      | Kōfuku-ji (興福寺)                    | معبد بوذي            | القرن 7 - فترة أسوكا | 34°40′59.7″N 135°49′52.2″E / 34.683250°N 135.831167°E    | كان كوفوكو-جي أحد المعابد السبعة العظيمة القوية، وهو المقر الوطني لمدرسة هوسو. تأسست في الأصل عام 669 في ما يعرف اليوم بكيوتو، وانتقلت في عام 672 إلى العاصمة الجديدة فوجيوارا كيو، قبل تفكيكها ونقلها إلى موقعها الحالي، على الجانب الشرقي من العاصمة المشيدة حديثا هيجو كيو (نارا اليوم). |
| كاسوغا تايشا (春日大社)                 | Kasuga-taisha (春日大社)              | جينجا                | القرن 8 - فترة نارا  | 34°40′53″N 135°50′54″E / 34.68139°N 135.84833°E          | تأسست في الأصل عام 768. كاسوغا-تايشا هو ضريح عشيرة فوجيوارا، التي هيمنت على السياسة اليابانية في فترة هييان (794-1185). يشتهر الجزء الداخلي بالعديد من الفوانيس البرونزية، فضلا عن العديد من الفوانيس الحجرية التي تؤدي إلى الضريح. من عام 1871 حتى عام 1946، تم تعيين ضريح كاسوغا رسميا كواحد من كانبي تايشا (官幣大社)، مما يعني أنه كان في المرتبة الأولى من الأضرحة المدعومة من الحكومة.[بحاجة لمصدر] |
| غانغو-جي (元興寺)                       | Gangō-ji Gokurakubō (元興寺極楽坊)    | معبد بوذي            | القرن 6 - فترة كوفون | 34°40′41″N 135°49′52″E / 34.67806°N 135.83111°E          | تأسس المعبد في الأصل عام 593 في أسوكا القريبة، وتم نقله إلى نارا في عام 718، بعد نقل العاصمة إلى هيجو كيو. |
| توشوداي-جي (唐招提寺)                   | Yakushi-ji (薬師寺)                   | معبد بوذي            | القرن 7 - فترة أسوكا | 34°40′6.08″N 135°47′3.52″E / 34.6683556°N 135.7843111°E  | تم بناء ياكوشي-جي الأصلي في فوجيوارا-كيو، عاصمة اليابان في فترة أسوكا، بتكليف من الإمبراطور تينمو في عام 660 م للصلاة من أجل الشفاء من المرض لقرينته، التي خلفته كإمبراطور جيتو. تم تفكيكها ونقلها إلى نارا بعد ثماني سنوات من استقرار البلاط الإمبراطوري في ما كان يعرف آنذاك بالعاصمة الجديدة. |
| توشوداي-جي (唐招提寺)                   | Tōshōdai-ji (唐招提寺)                | معبد بوذي            | القرن 8 - فترة نارا  | 34°40′32.11″N 135°47′5.40″E / 34.6755861°N 135.7848333°E | تأسس توشوداي-جي في الأصل عام 759 م من قبل الراهب الصيني جيانزين من سلالة تانغ، وهو معبد لطائفة ريشو البوذية. يحتوي كون-دو (القاعة الذهبية) على طابق واحد، وسقف من القرميد المنحدر، ويعتبر النموذج الأصلي للنمط الكلاسيكي. |
| قصر هيجو (平城宮) - موقع قصر نارا       | The reconstructed Great Hall of State | الإقامة الإمبراطورية | القرن 8 - فترة نارا  | 34°41′28″N 135°47′44″E / 34.69111°N 135.79556°E          | المقر الإمبراطوري والمركز الإداري في العاصمة اليابانية هيجو كيو (نارا اليوم) بالنسبة لمعظم فترة نارا (710 إلى 794 م)، تم التخلي عن قصر هيجو بعد نقل العاصمة إلى كيوتو في عام 794. لم يتبق شيء بحلول القرن الثاني عشر، ولكن الحفريات الأثرية وإعادة البناء منذ عام 1959 قد أعادت الكثير من الموقع. |
| غابة كاسوغاياما البدائية (春日山原始林) | Kasugayama Primeval Forest            | غابة بدائية          | القرن 8 - فترة نارا  | 34°40′53.1″N 135°52′20.2″E / 34.681417°N 135.872278°E    | هي غابة بدائية بالقرب من قمة كاسوجا-ياما (جبل كاسوغا) تمتد على مساحة 250 هكتار (620 أكر)، تحتوي غابة كاسوغاياما البدائية على 175 نوعا من الأشجار و60 نوعا من الطيور و1180 نوعا من الحشرات. في هذه المنطقة المجاورة لضريح كاسوغا الكبير، تم حظر الصيد وقطع الأشجار منذ عام 841 م.[بحاجة لمصدر] |

## روابط خارجية
- التراث العالمي لنارا، من دليل السفر نارا الرسمي